# 玉曳璘
玉曳璘（韓語：옥예린，2011年12月14日—），韓國兒童女演員。

## 演出作品

### 電視劇
- 2017 OCN《Black》- 姜夏嵐(童年)
- 2017 tvN 《花遊記》
- 2017 SBS《重逢的世界》
- 2017 OCN《Melo Holic 愛情中毒 》
- 2017 SBS《疑問的一勝》- 車恩菲(童年)
- 2018 MBC《過來抱抱我》 - 韓在伊(童年)
- 2018 MBC《我身後的陶斯》- 車俊熙
- 2019 tvN 《成為王的男人》- 許願的孩子
- 2019 SBS《熱血司祭》- 林智恩
- 2019 tvN《60天，指定倖存者》- 朴時真
- 2019 KBS2《愛情是Beautiful，人生是Wonderful》- 金妍雅(童年)
- 2019 KBS2《99億的女人》- 李宥利
- 2020 JTBC《梨泰院Class》- 吳秀娥(童年)
- 2020 SBS 《無人知曉》- 尹智媛
- 2021 tvN 《你是我的春天》 -  姜多情(童年)
- 2021 tvN 《不可殺：永生之靈》
- 2022 tvN 《二十五，二十一》 -  羅希度(童年)

### 電影
- 2018年《冠軍大叔》- 俊熙
- 2019年《男人不敗》- 韓智恩
- 2021年 《孩子們很有趣》 - Sia

### 其他
- 2019 SBS One K 演唱會 - 風在吹的地方

### 雜誌
- 2018年11月 Best Baby 封面模特

## 提名及獲獎列表
| 年度 | 頒獎禮      | 獎項         | 作品         | 结果 |
| ---- | ----------- | ------------ | ------------ | ---- |
| 2018 | MBC演技大獎 | 青少年演技獎 | 我身後的陶斯 | 獲獎 |

## 外部連結
- 玉曳璘的Instagram帳戶